# والون بهرامی
والون بهرامی (انگلیسی: Valon Behrami؛ زاده ۱۹ آوریل ۱۹۸۵) یک بازیکن فوتبال اهل سوئیس است. بهرامی در سال ۱۹۸۵ میلادی برابر با ۱۳۶۴ خورشیدی در یوگسلاوی سابق متولد شده‌است. وی هم‌اکنون در واتفورد انگلیس توپ می‌زند و سابقه بازی در وستهام یونایتد و ناپولی را هم دارد.
بهرامی عضو تیم ملی فوتبال سوئیس می‌باشد و برای حضور در جام جهانی ۲۰۱۴ برزیل از سوی اوتمار هیتسفلد، سرمربی تیم ملی فوتبال سوئیس، به این تیم دعوت شد و در این جام تقریباً در ترکیب اصلی این تیم بازی کرد. وی در جام جهانی ۲۰۱۸ روسیه نیز حضور به عمل آورده‌است.